# Mayra García
Mayra Aide García Lopez (Tijuana, 16 mei 1972) is een voormalig beachvolleyballer uit Mexico. Ze won drie medailles bij de Pan-Amerikaanse Spelen en nam deel aan twee opeenvolgende Olympische Spelen.

## Carrière

### 2000 tot en met 2005
García debuteerde in 2000 aan de zijde van Rosalinda Heredia in de FIVB World Tour bij het Open-toernooi van Rosarito. Vervolgens vormde ze van 2001 tot en met 2005 een team met Hilda Gaxiola. Het eerste seizoen bereikte het duo de achtste finale van de wereldkampioenschappen in Klagenfurt waar Eva Celbová en Soňa Nováková in twee sets te sterk waren. In de mondiale competitie kwamen ze bij tien toernooien tot een dertiende plaats in Macau. Het jaar daarop speelden ze elf internationale wedstrijden met een negende plek in Montreal als beste resultaat. Daarnaast wonnen ze de gouden medaille bij de Centraal-Amerikaanse en Caraïbische Spelen in San Salvador door de Venezolaansen Frankelina Rodríguez en Milagos Cova in de finale te verslaan.
In 2003 namen García en Gaxiola in aanloop naar de WK deel aan tien FIVB-toernooien. Daarbij behaalden ze een vijfde (Bali) en vier negende plaatsen (Berlijn, Stavanger, Lianyungang en Milaan). Bij de WK in Rio de Janeiro bleven ze steken in de zestiende finale tegen You Wenhui en Wang Lu uit China. Bovendien won het duo zilver bij de Pan-Amerikaanse Spelen in Santo Domingo achter de Cubaansen Dalixia Fernández en Tamara Larrea. Het daaropvolgende seizoen kwamen ze bij negen toernooien in de World Tour niet verder dan een dertiende plaats in Gstaad. Bij de Olympische Spelen in Athene strandden García en Gaxiola na drie nederlagen in de groepsfase. In 2005 deed het duo mee aan de WK in Berlijn; de tweede wedstrijd werd verloren van het Duitse tweetal Danja Müsch en Susanne Lahme waarna ze in de derde ronde van de herkansing werden uitgeschakeld door Efthalia Koutroumanidou en Maria Tsiartsiani uit Griekenland. Bij de overige elf toernooien in het internationale beachvolleybalcircuit was een negende plaats in Acapulco het beste resultaat.

### 2007 tot en met 2012
Na een pauze van een jaar keerde García in 2007 terug in het professionele beachvolleybal aan de zijde van Bibiana Candelas. Dat jaar wonnen ze bronzen medaille bij de Pan-Amerikaanse Spelen in Rio de Janeiro ten koste van het Canadese duo Marie-Andrée Lessard en Sarah Maxwell. Internationaal namen ze verder deel aan negen toernooien waarbij ze niet verder kwamen dan twee vijf-en-twintigste plaatsen. Het seizoen daarop was het duo in aanloop naar de Spelen actief op elf mondiale toernooien. Daarbij behaalden ze een zevende (Shanghai) en drie negende plaatsen (Seoel, Berlijn en Stavanger). Bij de Olympische Spelen in Peking werden García en Candelas in de tussenronde uitgeschakeld door het Noorse tweetal Nila Håkedal en Ingrid Tørlen. In 2009 bereikten ze de zestiende finale bij de WK waar de Braziliaansen Larissa França en Juliana Felisberta in twee sets te sterk waren. In de World Tour speelden ze verder tien wedstrijden met een negende plek in Marseille als beste resultaat.
In 2010 namen García en Candelas deel aan tien toernooien in de mondiale competitie. Ze behaalden daarbij een vijfde plaats bij de Grand Slam van Gstaad en negende plaatsen in Seoel en Moskou. Bij de Centraal-Amerikaanse en Caraïbische Spelen in Mayagüez won het tweetal het goud door Dariam Acevedo en Yarleen Santiago uit Puerto Rico in de finale te verslaan. Het jaar daarop waren ze actief op veertien reguliere FIVB-toernooien waarbij ze tot een vijfde (Quebec) en een negende plaats (Sanya) kwamen. Bij de WK in Rome strandde het duo na drie nederlagen in de groepsfase. Bij de Pan-Amerikaanse Spelen in eigen land wonnen ze bovendien het zilver achter Larissa en Juliana. In 2012 speelden ze nog vier wedstrijden in de World Tour, waarna García haar internationale beachvolleybalcarrière beëindigde.

## Palmares
Kampioenschappen
- 2001: 9e WK
- 2002:  Centraal-Amerikaanse en Caraïbische Spelen
- 2003:  Pan-Amerikaanse Spelen
- 2007:  Pan-Amerikaanse Spelen
- 2010:  Centraal-Amerikaanse en Caraïbische Spelen
- 2011:  Pan-Amerikaanse Spelen